# 察东事件
察东事件是1935年满洲国热河省与华北察哈尔省的三场军事冲突。是1935年华北事变的一部分。

## 背景
1933年2月至5月，经过热河抗战、长城抗战，关东军控制了热河省及冀东、平北，以及察哈尔省的北部牧区锡林郭勒盟（盟长德王）、察哈尔盟（盟长卓特巴扎布）。日军开始实行“内蒙工作”，蚕食方向转向了察东、张北，屡次制造争端事件。1933年6月，设立多伦特务机关（机关长浅田弥五郎少佐，热河抗战时为林西特务机关长）。1933年7月，关东军参谋部制订了《暂行蒙古人指导方针要纲案》。1933年8月，设立了承德特务机关（机关长松室孝良）、东乌珠穆沁特务机关、西乌珠穆沁特务机关。
1933年9月，日军把“兴安游击师”（原为东北军骑兵第17旅）改编为满洲国“察东警备军”，把多伦县改为“察东特别自治区”。察东警备军司令李守信中将兼察东特别行政区行政长官，参谋长陈宝泉，作战主任参谋刘星寒，第一师师长刘继广，第二师师长尹宝山，炮兵队长丁其昌。1933年9月13日，宋哲元的第29军从被解散的察哈尔抗日同盟军手中接收了沽源县。
从1933年12月起，日军不断向沽源、赤城一带侵扰。1934年9月，关东军在张家口设立公开的特务机关，特务机关长松井源之助向察哈尔省当局提出在察东划界，要求“察东中国军队退长城线以西以南，长城线以东以北由日方设警”，遭到拒绝。日方又要求可以在上述各村“行军”自由，亦未逞。
1934年10月，日本制造第一次张北事件。
1934年11月，蒋介石视察察哈尔、山西、绥远等省。
1935年1月4日，关东军副参谋长板垣征四郎在大连召开幕僚、特务机关长、驻中国各地武官会议，确定积极推进华北和内蒙古工作的方针，决定以德王取代索王的作用，驱逐察哈尔的宋哲元军。

## 第一次察东事件经过
第一次察东事件，日方称“第一次热西事件”。这体现了华北察哈尔省与日本控制的满洲国热河省，省界划定在哪里的各方立场。
1935年1月15日，满洲国热河省自卫团一部侵入察东沽源县长梁、乌泥河村落进攻，驻军王子亮团当即将其击溃，俘虏40余人带至小厂，并激获步枪三十余支、子弹千余发。
1935年1月15日，黑河汛（今赤城县东部的黑河流域几个乡镇，当时属丰宁县）日军司令森一郎向赤城驻军提出警告，要求龙门所驻军撤退。
1月16日，热河境内大滩一带日军千余名、伪满热河警备司令部原张海鹏部（原东北军洮辽警备军）三千余名为前驱向察东移动。察东警备军李守信部从多伦向沽源移动，赤峰驻军若松联队向多伦移动。
1月17日，热河日军公开宣布“将以相当计划对待察哈尔主席宋哲元部”
1月18日，日本关东军司令部发表“声明”：“关东军从热河安谧以来，人民安居乐业。昭和九年（1934年）后半期，宋哲元部下步骑部队开驻热河丰宁县大滩一带，有碍该县行政。经向中国方面要求守军撤退，并定最后期限为去年12月31日撤出。届期未见宋军履约，且于本月12日在长梁附近，配置军事。并袭击当地守卫团，因此日军为维持日‘满’共同防守精神起见，实行驱逐宋军，逐出满国境内。”与此同时，日本驻北平公使馆武官辅助官高桥坦也向正在北平的察哈尔省主席、第29军军长宋哲元提出警告说：“独石口至沽源一带之华军所驻地带，系属于热河丰宁县境，要求迅速撤退，否则将采取断然措施。”
1月19日，行政院驻平政务整理委员会委员长黄郛到南京向蒋介石、汪精卫请示，蒋介石指示察东属于“地方事件”，应“就地解决”。同日，北平军分会代理委员长何应钦恐战事扩大，指示当面请示的宋哲元：（一）小厂骑兵连，撤至长城以内；（二）东栅子步兵连，撤至独石口附近，改用民团担任东栅子警备；（三）长梁、乌泥河之民团，撤至后方；（四）长城内驻军，竭力避免冲突。以上处置意见，基本承认延庆以东为“非武装区”，但29军在外长城以北地区仍保有驻军权力。宋哲元表示同意，即于当日电令在张家口的察哈尔省民政厅长秦德纯，第29军参谋长张维藩，饬令驻察哈尔各师照办，并通知张家口特务机关长松井源之助。
1月20日，中方秦德纯、张维藩与日方代表松井源之助开始商谈察东事件，秦德纯表示愿让步；何应钦则以察东问题请示南京国民政府。中央复电称“察东系地方事件，不另派员北来，由地方当局交涉解决”。1月20日，丰宁县大滩方向又开到热河警备军张俊哲（张海鹏的长子）的骑兵第2旅、彭金山旅各一部，步骑兵共约3000余人。
1月21日，秦德纯、岳开先继续与日方代表松井源之助洽谈。21日，宋哲元在北平对记者发表谈话：“日方强调沽源县属长梁一带为热河边境，特令伪军张海鹏部驱逐当地民团。因此热察边境紧张。但察省尚未接到日方正式通知，民团现仍驻原防。”
1月23日，日伪军发动进攻：日机向东栅子投弹7枚，上午10时30分谷实夫第13旅团永見俊徳歩兵第25連隊主力占领小厂后，继续沿道路经过断木梁、红泥滩向独石口长城北口进攻。11时30分至15时30分，与占领红泥滩周边高地的中国守军展开激战。
1月24日，日机向独石口城投弹13枚，炸死40多人，毁房50余间。关东军发明声明：“宋哲元军如从速撤退，不致有军事行动；纵有军事行动，亦毫无占领中国领土之意。”蒋介石电告何应钦：“沽源与独石应固守”“部队不必过多，当授权宋主席相机处置”。
1月24日，满洲国军興安北警備軍在贝尔湖北面的哈尔哈庙与外蒙古的蒙古人民革命军发生边境军事冲突。
1月25日，日机继续轰炸独石口城。日军增加了一个联队约1600人在右翼进攻沽源县老县城以东地区及南、北石柱子。前线日军共3000余人，统一由永见俊德指挥，伪军2000余人，由王永清（热河警备军骑兵第一旅旅长）指挥。25日，察省外交特派员岳开先到北平，向何应钦、宋哲元汇报情况。当晚，岳开先会晤高桥坦，做初步交涉。
1月26日，宋哲元收到中央复电：察东事件系地方事件，由地方交涉解决。
1月27日，日满军已经越过长梁、乌泥河一线，侵占沽源城之乔家围子及义合成两村。
1月28日，日本关东军唯恐与外蒙古的哈爾哈廟戰鬥扩大化，陷入腹背受敌处境，当晚退出东栅子。1月28、29两日，日机又在独石口、沽源一带散发传单，威吓中国军队撤退。1月29日，大滩方向又开过来伪热河军张俊哲旅、彭金山旅各一部，步骑兵共约3000余人，驻多伦伪警备旅李守信部千余人，也于同日向沽源方向开进。
1月29日，何应钦接到日方通知：“关东军方面，为求事件局部的迅速解决起见，拟由热河驻屯军就地与宋哲元军代表开始商谈”。
1月30日，行政院驻平政务整理委员会委员殷同、北平军分会办公厅副组长朱式勤与高桥坦在北平开始就察东事件谈判。双方约定2月1日至3日在大滩举行和谈会议。
1月31日中方代表三十七师参谋长张樾亭（不久后升任29军参谋长）、沽源县县长郭育愷（郭堉恺）及察省府科长张祖德（作为翻译）等三人启程赴大滩。2月2日上午11时，与日方所派为日军第七师团十三旅团长谷实夫、歩兵第25連隊长永見俊徳（1935年3月升任関東軍司令部付、1935年12月2日升任支那駐屯軍参謀長）及松井源之助中佐（作为翻译）等三人在热河省丰宁县大滩镇南5km的南围子的日军司令部举行了会商,仅历半小时，口头约定解决办法如下（史称此次会谈的结果为“大滩口约”）：

察东事件原出于误会，现双方为和平解决起见，日军即返原防，二十九军亦不侵入石头城子、南石柱子、东栅子(长城东侧之村落)之线及其以东之地域。所有前此二十九军所收热河民团之步枪计37支、子弹1500粒，准予本月七日，由沽源县长如数送到大滩，发还热河民团。

何应钦指示:“会议最好不用形成文字记载,万一日方要求用文字记载时,无论如何不可作为正式记录,也不可签字。”结果日方反而利用了这一点,发表了一个和北平军分会公布内容大相径庭的“大滩协定”，并且要求国民党方面履行。日方刊出的“大滩口约”中，除了中方公布的内容外，擅自增加了“严禁以兵入满洲国国内”、“严禁威胁刺激日军的行为”，如有违反，日军“断乎执行自主的行动”等条款。
2月3日，日军开始撤退回丰宁县境。长梁、乌泥河、南北石柱子、四道沟、明沙滩等地治安，由民团负责。

## 第一次察东事件影响
“大滩口约”确认了沽源到独石口的延伸停战线，削弱了中国方面对沽源长城以东地区的控制，使察东出现了一个约700平方公里的“非军事区”，日军虽未完全达到占领察东目的，但国民党政府却实际上丧失了对沽源县长城以东地区的控制。1935年5月，日军把沽源县长梁、小厂、五泥河归为满洲国热河省丰宁县第六区，派驻国境警备队。

## 第二次察东事件
1935年6月5日日本多轮特务机关制造了张北事件。6月11日，日满军再次侵入东栅子，制造了第二次察东事件。6月17日，关东军司令官南次郎把中国驻屯军参谋长酒井隆召到长春，决定撤回要求宋哲元29军退到黄河以南的要求，而是留在华北争取平津特殊化。1935年6月19日南京国民政府决定，免除29军军长宋哲元察哈尔省主席职务，由秦德纯代理省主席。
1935年6月27日中日双方签订了《秦土协定》，规定宋哲元第29军撤出张北县及其以北地区，由张允荣、卓特巴扎布两支保安队共4000人驻守。事实上察哈尔省外长城以北成了非军事区。
1935年7月，关东军参谋部制定了《对内蒙施策要领》。
1935年8月5日，签订《松井-张允荣协定》（张松协定），日本张家口特务机关长松井源之助和察北警备司令张允荣达成的扩大日本势力范围的协定。该协定划分了长城以外蒙、汉两支保安队的管辖范围，把《秦土协定》所规定之日人活动范围扩展到察哈尔、绥远两省境内长城一线，并决定让卓特巴扎布的蒙古保安队控制长城以北（口北）6县。但时任察哈尔省主席的张自忠拒绝卓特巴扎布的蒙古保安队维持汉族聚居地治安，张允荣的汉人保安队仍然控制沽源县、宝昌县、张北县。

## 第三次察东事件
1935年12月，关东军参谋部第一课参谋武居清太郎与辅助官松井忠雄专程到多伦县，传达作战命令，指导作战。“军部希望一举推进内蒙工作，使李守信军代替中国保安队进驻口北六县。”河井田义匡少佐指挥的12架飞机组成航空义勇队进驻多伦。1935年12月7日，李守信的察东警备军出动，第三次察东事件开始。当时中国媒体称之为“察北事件”，日方舆论称“察东事件”。
12月9日察东警备军第二师不战而占宝昌县城，当天第一师进攻沽源县城不利，日机轰炸了沽源县城南门、东门。李守信率领第一师也赶来围攻，12月11日使用炮兵轰击城墙，战斗中察东警备军参谋长陈宝泉阵亡，松井忠雄大尉代理其职。
12月11日，冀察政务委员会名单公布，日方感到满意，就不希望察东事态扩大使华北局势破裂。12月12日上午，一架日机给沽源城外的伪满军投下通信筒：“李守信军暂停对沽源的进攻，兵力向北方集结，确保多伦的安全，尽量用谋略占领沽源。”当天11时，日机由北向南对城内三次轰炸。武居清太郎与松井忠雄坚持继续进攻。下午14时开始炮击城墙，发射30发炮弹把城墙炸开一个30米的斜坡豁口，并炸塌了望楼，守军突围向城东山区逃走。
12月29日，李守信部由宝昌、沽源一线出发，占领了张北、康保、尚义、多伦、崇礼等县，并控制了正蓝、镶白、正白、镶黄、太仆寺等八旗，驱逐了当地汉人保安队。

## 第三次察东事件影响
第三次察东事件后，中国政府军政势力在察哈尔省完全退到了长城以南。长城以北被满洲国军李守信部控制。
1936年1月22日，察哈尔盟公署在张北县城成立，盟长卓特巴扎布，有日籍顾问20人。关东军参谋部制订了《对蒙（西北）施策要领》和《对内蒙施策实施要领》。1936年2月，德王在苏尼特右旗举行成立蒙古军总司令部大会。1936年5月，蒙古军总司令部改为蒙古军政府。1936年5月，关东军幕后会议通过了田中参谋提出的《西北施策要领》。1936年11月，伪蒙军发动对绥远进攻，绥远抗战开始。